# Thabet Al Mekko
Paul Thabet Habib Yousif Al Mekko (ur. 14 lutego 1976 w Karemlash, zm. 18 czerwca 2025) – iracki duchowny chaldejski, biskup Alkusz od 2022 do 2025.

## Życiorys

### Prezbiterat
Święcenia prezbiteratu przyjął 25 lipca 2008 i został inkardynowany do archieparchii mosulskiej. Pracował głównie w parafii w Karamlesh. Był także wykładowcą w Babel College oraz protosyncelem archieparchii.

### Episkopat
14 sierpnia 2021 papież Franciszek zatwierdził wybór Synodu biskupów Kościoła chaldejskiego powołujący go na urząd biskupa koadiutora diecezji Alkusz. Sakry udzielił mu 22 października 2021 chaldejski patriarcha Babilonu – kardynał Louis Raphaël I Sako. 8 października 2022 objął pełnię rządów w diecezji.